# Guglielmo della Scala
Guglielmo della Scala (* um 1350; † April 1404 in Verona) war ein unehelicher Sohn von Cangrande II. della Scala aus der Familie der Scaliger, die von 1260 bis 1387 in Verona herrschte.
Er war an der Ermordung seines Vaters 1359 beteiligt, verlor die Macht aber an seinen Onkel Cansignorio. 1404 versuchten er und seine Söhne Brunoro und Antonio II. die Macht in Verona gegen die Mailänder zu erobern. Er wurde am 17. April zum Podestà von Verona proklamiert, starb aber – bereits schwer krank – wenige Tage später am 18. April oder 21. bzw. 28. April 1404.
Aus der Heirat mit einer Unbekannten stammten sechs Söhne; neben den beiden schon erwähnten: Bartolomeo († 21. März 1453), Fregnano († 4. Dezember 1443 in Wien), Nicodemus und Paulo. Darüber hinaus hatte er die Töchter Oria, Chiara und Caterina.